# Neurotoxicology and Teratology
Neurotoxicology and Teratology, abgekürzt Neurotoxicol. Teratol., ist eine wissenschaftliche Fachzeitschrift, die vom Elsevier-Verlag veröffentlicht wird. 
Sie wurde 1979 unter dem Namen Neurobehavioral Toxicology gegründet; der Namen wurde 1981 in Neurobehavioral Toxicology and Teratology geändert, bevor 1987 die erneute Änderung in den aktuell gültigen Namen erfolgte. Derzeit erscheint die Zeitschrift mit sechs Ausgaben im Jahr. Es werden Arbeiten veröffentlicht, die sich mit dem Einfluss von Chemikalien auf das heranwachsende, adulte oder alternde Nervensystem beschäftigen.
Der Impact Factor lag im Jahr 2018 bei 2.902. Nach der Statistik des ISI Web of Knowledge wird das Journal mit diesem Impact Factor in der Kategorie Neurowissenschaften an 128. Stelle von 252 Zeitschriften und in der Kategorie Toxikologie an 34. Stelle von 87 Zeitschriften geführt.